# Lea Michele
Lea Michele Sarfati (/ˈliːə mɪˈʃɛl/ sinh ngày 29 tháng 8 năm 1986), được biết đến với nghệ danh Lea Michele, là một diễn viên và ca sĩ người Mỹ, nổi tiếng nhất với vai diễn Rachel Berry trong sê ri phim truyền hình Glee của FOX, với vai diễn này cô đã nhận được hai đề cử cho giải quả cầu vàng và một đề cử cho giải Emmy. Lea bắt đầu hoạt động chuyên nghiệp với tư cách là một diễn viên nhí ở Broadway trong các vở kịch như Những người khốn khổ, Ragtime và Fiddler on the Roof. Năm 2006, cô bắt đầu đảm nhận vai Wendla trong vở kịch Broadway Spring Awakening.

## Tiểu sử
Lea được sinh ra ở Bronx, thành phố New York. Cô là con một của Edith, y tá, và Marc Sarfati, chủ nhà hàng. Mẹ cô là người Mỹ gốc Ý và theo công giáo La Mã, còn bố cô lại là dân Do Thái người Tây Ban Nha. Lea theo đạo Thiên chúa, cô đã từng nói rằng bố cô đi nhà thờ với hai mẹ con "một cách vui vẻ". Cô lớn lên ở Tenafly, New Jersey. Cô học cấp một tại Rockland Country Day School ở New York và trung học tại Tenafly High School. Lea học tại nhà một năm khi đang biểu diễn ở Toronto, Orianto cho vở Ragtime. Cô theo học tại Stagedoor Manor ở Catskills, một trung tâm đào tạo biểu diễn nghệ thuật. Sau đó cô được nhận vào Tisch School of the Arts tại trường đại học New York, nhưng thay vào đó cô đã tiếp tục biểu diễn chuyên nghiệp trên sân khấu nhạc kịch.
Lea lấy nghệ danh Lea Michele khi còn nhỏ tuổi trong buổi thử vai đầu tiên. Cô nói rằng sự thay đổi đó là vì cô từng bị trêu chọc do cách phát âm tên họ của mình.

## Sự nghiệp

### Sân khấu nhạc kịch
Cô ra mắt trên sân khấu Broadway vào năm 1995 khi thay thế cho vai Cosette lúc nhỏ trong vở Những người khốn khổ và tiếp đó là vai con gái Tateh trong vở Ragtime năm 1998. Năm 2004 (năm cuối trung học), Lea đảm nhận vai Shprintze trong vở Fiddler on the Roof.

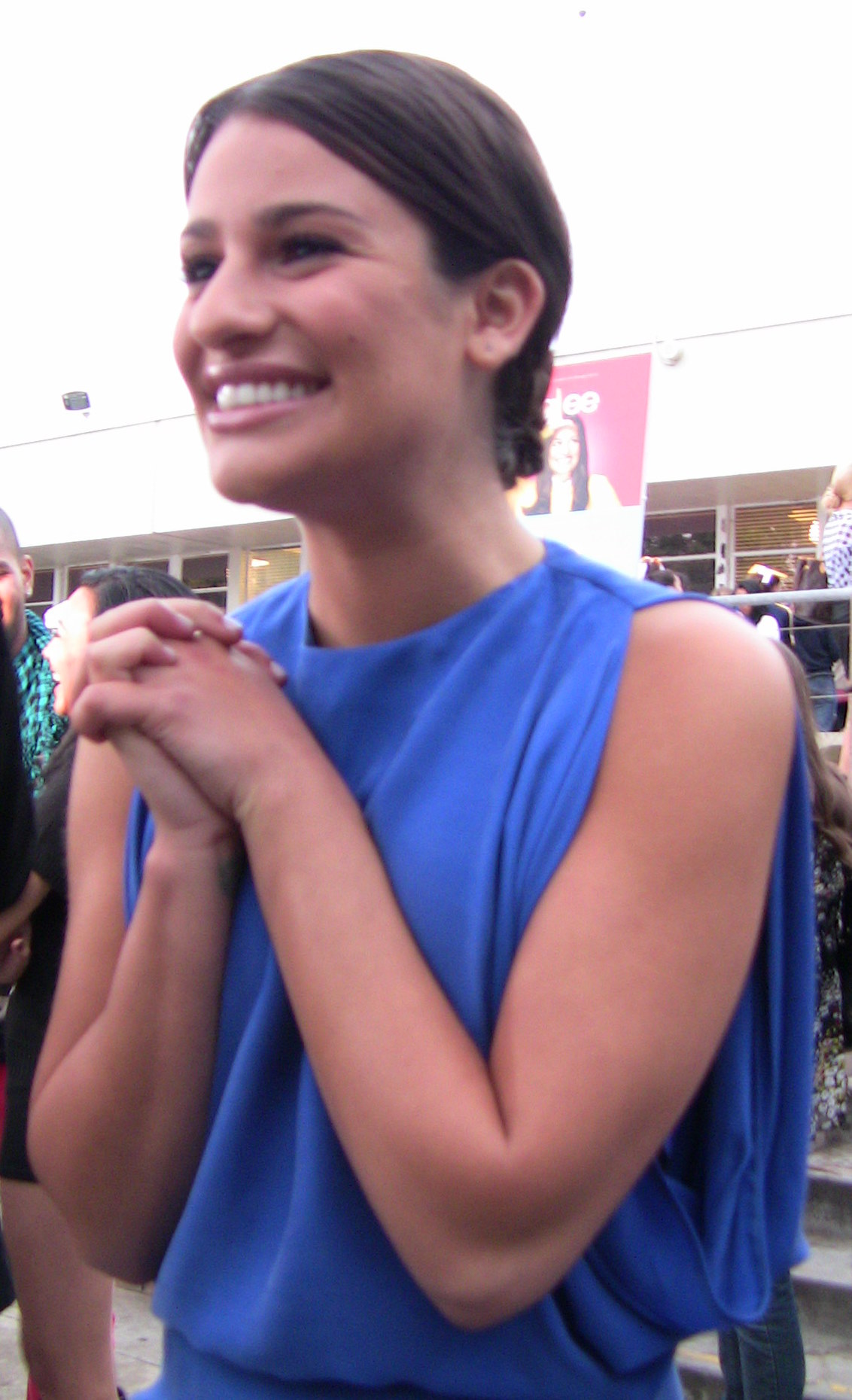
Lea tại buổi công chiếu Glee tháng 5 năm 2009

Cô thể hiện vai Wendla trong vở Spring Awakening phiên bản của Steven Sater và Duncan Sheik năm 2006 ở tuổi 20. Trong cùng khoảng thời gian đó cô được mời tham gia vào vở Những người khốn khổ với vai Eponine. Cô đã tiếp tục tham gia Spring Awakening, vở kịch ra mắt trên sân khấu Broadway vào năm 2006. Cô nhận được một đề cử giải Drama Desk Award với vai diễn của mình trong Spring Awakening cho hạng mục nữ diễn viên nhạc kịch xuất sắc.
Tháng 5 năm 2008, Lea ngừng tham gia Spring Awakening cùng với bạn diễn Jonathan Groff, họ được thay thế bởi Alexandra Socha và Kyle Riabko. Cô biểu diễn trong vở nhạc kịch mới của Sheik và Sater, Nero vào tháng 7 năm 2008 ở Vassar College. Cô cũng đảm nhận vai Eponine tại buổi biểu diễn ở Hollywood Bowl của vở Những người khốn khổ vào tháng 8 năm 2008.

### Điện ảnh, truyền hình, album đầu tay và các hoạt động khác
Lea thủ vai chính trong sê ri phim truyền hình Glee của FOX với vai Rachel Berry. Cô đã nhận được một giải Screen Actors Guild Award cho màn biểu diễn nhóm xuất sắc và giải nữ diễn viên xuất sắc nhất của Satellite Award năm 2009. Michele nhận được giải nữ diễn viên hài xuất sắc nhất của People's Choice Award cho cả hai năm 2012 và 2013. Cô cũng được đề cử cho một giải Emmy, hai giải quả cầu vàng và một giải Teen Choice Award với vai diễn này. Tháng 12 năm 2010, Lea Michele trở thành người đầu tiên nhận được giải Triple Threat Award của Billboard. Một vài bản cover solo của cô đã lọt vào top 40 trên bảng xếp hạng Billboard Hot 100 ở Mỹ, trong đó có Gives You Hell của The All-American Rejects, The Only Exception của Paramore, Firework của Katy Perry, Without You của David Guetta và Usher, cũng như ca khúc Get It Right. Lea đóng vai trò là giọng ca chính trong 14 trên 25 ca khúc thành công nhất của Glee cho đến tháng 2 năm 2012. Bên cạnh đó, hơn 70 ca khúc với sự góp mặt của Lea đã lọt vào các bảng xếp hạng Billboard, hơn bất kỳ một bạn diễn nào.
Lea lọt vào danh sách 100 nhân vật có tầm ảnh hướng lớn nhất thế giới năm 2010 của tạp chí TIME. FHM bình chọn cô vào vị trí thứ 7 trong danh sách những người phụ nữ gợi cảm nhất năm 2010. Lea trở thành "gương mặt mới" trong danh sách ăn mặc đẹp nhất năm 2010 của tạp chí People và được bầu chọn là "ngôi sao thời trang nhất năm 2010" bởi E! Online. Cô xếp thứ 28 trên bảng xếp hạng Hot 100 năm 2011 của Maxim. Cô xếp thứ 10 trong danh sách hot 100 năm 2011 của AfterEllen. Lea xếp thứ 14 trên bảng xếp hạng Hot 100 năm 2012 của Maxim. Tạp chí Women's Health xếp cô ở vị trí thứ 3 trong bảng xếp hạng những cơ thể đẹp nhất mùa hè năm 2012.
Năm 2010, Lea tham gia vào bộ phim hoạt hình Dorothy of Oz, lồng tiếng cho nhân vật Dorothy Gale. Cô đảm nhận một vai diễn trong bộ phim hài lãng mạn New Year's Eve của Garry Marshall vào năm 2011.
Trước khi Super Bowl XLV diễn ra, vào ngày 6 tháng 2 năm 2011, cô biểu diễn "America the Beautiful" cùng với Air Force Tops In Blue.
Candie's thông báo vào năm 2012 rằng Lea sẽ trở thành gương mặt đại diện mới cho hãng quần áo/giày dép của họ.
Ngày 18 tháng 9 năm 2012, Lea được cho biết là đang thực hiện album solo đầu tay của mình. Cô bắt đầu thu âm cho album này không lâu sau ngày 1 tháng 10 năm 2012. Cô nói rằng đây là một 'quá trình lâu dài' nhưng cô muốn album này 'thiên về pop/rock' thay vì chịu ảnh hưởng của Broadway.
Tại giải quả cầu vàng năm 2013, Lea đã trao giải nữ diễn viên phim truyền hình xuất sắc nhất cho Nathan Fillion.

## Hoạt động từ thiện
Lea tham gia vào các hoạt động từ thiện cho quyền của người đồng tính và quyền động vật. Năm 2008, Lea góp mặt trong chiến dịch quảng cáo "Buck Cruelty! Say No to Horse-Drawn Carriage Rides" của PETA. Tháng 4 năm 2010, Lea xuất hiện trong thông báo của PETA để phản đối sử dụng lông thú trong quần áo. Tháng 9 năm 2010, Michele được tôn vinh bởi PETA vì những hoạt động vì động vật.
Để ủng hộ quyền của người đồng tính, Lea biểu diễn ở bữa tiệc của chiến dịch quyền con người tháng 11 năm 2009. Trong cùng tháng, Lea và Jonathan Groff biểu diễn cho True Colors Cabaret, một buổi gây quỹ để ủng hộ sự bình đẳng đối với người đồng tính.
Năm 2008, Lea biểu diễn tại buổi hòa nhạc từ thiện "Alive in the World", để hỗ trợ quỹ trẻ em Twin Tower. Michele cũng có những hoạt động với Broadway Cares/Equity Fights AIDS. Lea đã tham gia vào Broadway Barks, Broadway Bares, The Easter Bonnet Competition và The Flea Market and Grand Auction.
Tháng 10 năm 2010, Lea biểu diễn tại buổi hòa nhạc từ thiện của The Painted Turtle. Buổi diễn chúc mừng sinh nhật thứ 35 của The Rocky Horror Picture Show, trong đó Lea đảm nhận vai chính Janet Weiss. Tháng 2 năm 2011, cô biểu diễn tại MusiCares Benefit của giải Grammy ở Los Angeles CA. Tháng 4 năm 2012, Lea biểu diễn cho The Jonsson Cancer Center Foundation (JCCF) ở UCLA, buổi gây quỹ thường niên lần thứ 17, Taste for a Cure, cùng với bạn diễn Glee Darren Criss.
Tháng 7 năm 2012, Lea đã quyên góp một dấu ấn tay với chữ ký cho Valspar Hands for Habitat để sau đó được bán đấu giá tại một buổi đấu giá từ thiện. Số tiền thu được phục vụ các chương trình khắc phục thiên tai của Habitat for Humanity để cung cấp những giải pháp trước mắt cũng như lâu dài cho thiên tai chẳng hạn như những cơn bão gần đây đã tàn phá hàng nghìn ngôi nhà. Cô nói:
"Tôi rất vinh dự khi được đồng hành cùng Valspar Paint và Habitat for Humanity trong việc giúp đỡ những người cần sự hỗ trợ để phục hồi sau thiên tai," Lea chia sẻ. "Tất cả mọi người đều xứng đáng có một chỗ ở an toàn và tôi cảm thấy rất tuyệt vời khi biết rằng thông qua Valspar Hands for Habitat, chúng ta đang mang đến niềm hy vọng cho những gia đình cần sự giúp đỡ."

## Đời tư
Lea đã hẹn hò với bạn diễn Glee Cory Monteith trước khi anh qua đời vào ngày 13 tháng 7 năm 2013.

## Các màn biểu diễn và một số hoạt động khác
Broadway

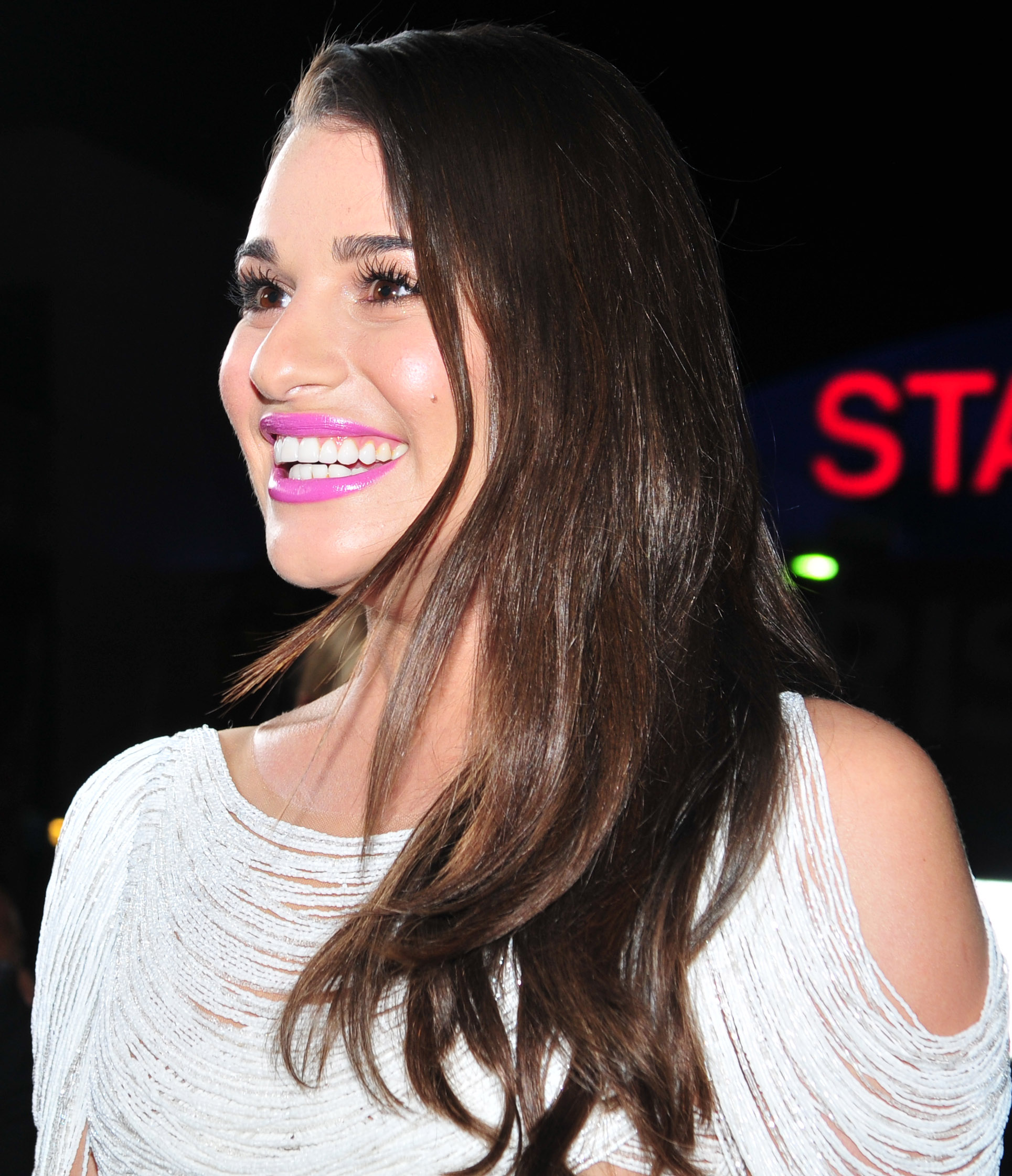
Lea trên thảm đỏ tại lễ trao giải People's Choice Awards lần thứ 38 năm 2012

- Những người khốn khổ trong vai Cosette lúc nhỏ (1995–96)
- Ragtime trong vai Cô bé (1998–99)
- Fiddler on the Roof trong vai Shprintze và Chava (2004–05)
- Spring Awakening trong vai Wendla (2006–08)

Đọc kịch bản và hội thảo
- Cộng tác với Burt Bacharach và Steven Sater (Tháng 11 năm 2009)[58]
- Nero trong vai Octavia (Tháng 7 năm 2008)[59]
- Samson and Delilah trong vai Delilah[60]
- King trong vai Anisette[60]
- Wuthering Heights trong vai Lucy[60]
- Hot and Sweet trong vai Naleen (September 2006)[61]
- Spring Awakening trong vai Wendla – Roundabout Theatre Company (năm 2000 và tháng 6 năm 2001)[62]

Các buổi hòa nhạc và sự kiện
- Buổi diễn gây quỹ vở "Broadway Eastern Bonnet" năm 2004 trong vai Sphrintze (cùng với các diễn viên của Avenue Q và Fiddler on the Roof)
- Spring Awakening trong vai Wendla – Lincoln Center (Tháng 2 năm 2005)
- Unsung 2007: 'Tis The Season To Be Naughty – Nhà hát Lucille Lortel, New York (Tháng 12 năm 2007)[63]
- Buổi hòa nhạc gây quỹ Alive in the World – trong vai Phoebe (Tháng 1 năm 2008)[49]
- Buổi diễn gây quỹ vở "Broadway Eastern Bonnet" năm 2008 trong vai Wendla (cùng với các diễn viên của Spring Awakening)
- Feinstein's (Tháng 2, 4 và 6 năm 2008)[64]
- Flopz n' cutz Concert cùng với Landon Beard, Joe's Pub (Tháng 4 năm 2008)[65]
- Les Misérables Concert trong vai Eponine tại Hollywood Bowl (Tháng 8 năm 2008)[60]
- Upright Cabaret (Tháng 8 năm 2008)[66]
- Broadway Chance Style: Up Close & Personal (Tháng 9 năm 2008)[67]
- Spring Awakening Holiday Benefit Concert – Joe's Pub (Tháng 12 năm 2008)[68]
- Biểu diễn tại bữa tiệc của Human Rights Campaign (Tháng 11 năm 2009).[46]
- True Colors Benefit cùng với Jonathan Groff (Tháng 11 năm 2009)[48]
- Glee Live! In Concert! trong vai Rachel Berry tại Phoenix, Los Angeles, Chicago và thành phố New York (Tháng 5 năm 2010)
- Glee TV Academy Event tại Music Box, Los Angeles (Ngày 27 tháng 7 năm 2010)
- Lễ kỷ niệm 35 năm vở Rocky Horror Picture Show để gây quỹ ủng hộ The Painted Turtle, trong vai Janet Weiss tại Los Angeles (Tháng 10 năm 2010)[69]
- Biểu diễn ("America the Beautiful") tại Super Bowl XLV ở Dallas, Texas (Tháng 2 năm 2011)[70]
- Biểu diễn tại MusiCares Person of the Year để tôn vinh Barbra Streisand ở Los Angeles (Tháng 2 năm 2011)[52]
- Glee Live! In Concert! trong vai Rachel Berry; 22 thành phố, 40 buổi diễn, 4 quốc gia: Mỹ, Canada, Anh và Ireland (Từ tháng 5 đến tháng 7 năm 2011)
- Buổi gây quỹ thường niên Taste for a Cure lần thứ 14 của The Jonsson Cancer Center Foundation (JCCF) tại UCLA (Tháng 4 năm 2012)[53]
- Big Brothers Big Sisters Of Greater Los Angeles 2012 Rising Stars Gala (Tháng 10 năm 2012)[71]

Các dự án khác
- Ragtime trong vai Cô bé, Toronto Centre for the Arts, Toronto, Ontario (1997)
- The Diary of Anne Frank trong vai Anne Frank, Washington, D.C. (2005)[72]
- Spring Awakening trong vai Wendla, Atlantic Theatre Company (Từ tháng 5 đến tháng 8 năm 2006)
- Người phát ngôn của Dove (2010)[73]
- Phim quảng cáo của Chevrolet trong vai Rachel Berry (Tháng 2 năm 2011)[74]
- Ứng dụng tập thể dục của Nike (2011)[75]
- Phim quảng cáo của HP TouchPad (2011)[76]
- Người phát ngôn của Candies (2012)[77]
- Người phát ngôn của L'Oreal Paris (2012)[78]

## Các phim đã đóng

### Điện ảnh
| Năm  | Tên phim                         | Vai diễn                      | Ghi chú               |
| ---- | -------------------------------- | ----------------------------- | --------------------- |
| 1998 | Buster & Chauncey's Silent Night | Lồng tiếng cho nhiều nhân vật |                       |
| 2011 | Glee: The 3D Concert Movie       | Rachel Berry/Chính mình       |                       |
| 2011 | New Year's Eve                   | Elise                         | Phim điện ảnh đầu tay |
| 2013 | Dorothy of Oz                    | Dorothy Gale                  | Vai chính, lồng tiếng |

### Truyền hình
| Năm      | Tên phim           | Vai diễn                  | Ghi chú                                                    |
| -------- | ------------------ | ------------------------- | ---------------------------------------------------------- |
| 2000     | Third Watch        | Sammi                     | "Spring Forward Fall Back" (Mùa 1, tập 19)                 |
| 2008     | Around the Block   | Chính mình                | Tập đầu tiên                                               |
| 2009–nay | Glee               | Rachel Berry              | Vai chính                                                  |
| 2010     | The Simpsons       | Sarah (lồng tiếng)        | "Elementary School Musical" (Mùa 22, tập 1)                |
| 2011     | The Cleveland Show | Rachel Berry (lồng tiếng) | "How Do You Solve a Problem Like Roberta?" (Mùa 2, tập 11) |
| 2012     | The Glee Project   | Chính mình                | Chính mình (Mùa 2, tập 1 "Individuality")                  |

## Danh sách đĩa nhạc
- Ragtime: Original Cast Recording (1998)
- Fiddler on the Roof: Revival Cast Recording (2004)
- Spring Awakening: Original Cast Recording (2006)